# 霜月八日
霜月八日（日语：霜月 えいと），日本插畫家、漫畫家。曾入圍第15回電擊插圖大獎銀獎。

## 作品概覽

### 原畫
商業作品
- 電擊文庫MAGAZINE Vol.7 『電擊Collaboration 4月，那就是――××××』（日语：電撃コラボレーション）
- 鎖鎖美小姐@不好好努力（第1話片尾插圖）
- 翠星上的加爾岡緹亞（第3話片尾插圖／首播版本）
- 鎖鏈戰記（雷姆雷斯島：主要人物）
- 甜心戰士 Universe（第2話片尾插圖）

### 插圖
- 一迅社文庫刊
  - （著：柄本和昭）

- AlphaPolis（日语：アルファポリス）刊
  - B少年（著：櫻井春輝）

- GAGAGA文庫刊
  - 下流梗不存在的灰暗世界（著：赤城大空）尖端出版
  - （著：江波光則）

- 星海社文庫（日语：星海社文庫）刊
  - 征服世界（著：至道流星）

- 電擊文庫刊
  - （著：十階堂一系）
  - （著：佐佐山Plus）
  - （著：松屋大好）

- Fami通文庫刊
  - （著：更伊俊介 等人）

- MF BOOKS刊
  - （著：井井田K）
  - 女騎士小姐，我們去血拼吧！（日语：女騎士さん、ジャスコ行こうよ）（著：伊藤廣（日语：伊藤ヒロ））台灣角川

- 角川Sneaker文庫刊
  - （著：高橋祐一）

- Hero文庫刊
  - （著：岬）
  - （著：佐藤真登）

- 富士見Fantasia文庫刊
  - （著：霧山四（日语：霧山よん））
  - （著者：辻室翔）

- 講談社輕小說文庫刊
  - （著：左和祐助）

- Prime Novels刊
  - （著：砂押司）

## 來源
1. ↑  . ASCII Media Works.   [2016-11-23]. （原始内容存档于2020-07-04） （日语）.
2. ↑  . 電擊Online. 2008-11-04  [2016-11-23]. （原始内容存档于2019-10-15） （日语）.

## 外部連結
- 『.8』 （页面存档备份，存于） （日語）－霜月八日的官方個人網站。
- 霜月八日的X（前Twitter） （日語）